# المجمع العلمي المصري
المجمع العلمي المصري هو مؤسسة علمية عريقة، مر على إنشائها أكثر من 200 عام، ضمَّت مكتبتها 200 ألف كتاب، أبرزها أطلس عن فنون الهند القديمة، وأطلس باسم مصر الدنيا والعليا مكتوب عام 1752، وأطلس ألماني عن مصر وأثيوبيا يعود للعام 1842، وأطلس ليسوس ليس له نظير في العالم وكان يمتلكه الأمير محمد علي ولي العهد الأسبق، وأدخل مركز معلومات مجلس الوزراء، هذه المكتبة النادرة على الحاسب الآلي.

## تاريخ المجمع
أنشئ المجمع في القاهرة 20 أغسطس 1798 بقرار من نابليون بونابارت، كان مقره في دار أحد بكوات المماليك في القاهرة ثم نقل إلى الإسكندرية عام 1859 وأطلق عليه اسم المجمع العلمي المصري ثم عاد للقاهرة عام 1880، وكانت أهداف المجمع العمل على التقدم العلمي، ونشر العلم والمعرفة.
وقد أورد المؤرخ عبد الرحمن الجبرتي في مؤلفه الشهير عجائب الآثار في التراجم والأخبار؛ واصفاً إنشاء المجمع العلمي وقتها قائلا: ً «... وهدموا عدة دور من دور الأمراء، وأخذوا أنقاضها ورخامها لأبنيتهم، وأفردوا للمدبرين والفلكيين وأهل المعرفة والعلوم الرياضية كالهندسة والهيئة والنقوشات والرسومات والمصورين والكتبة والحساب والمنشئين حارة الناصرية حيث الدرب الجديد، وما به من البيوت مثل بيت قاسم بك، وأمير الحاج المعروف بأبي يوسف، وبيت حسن كاشف جركس القديم والجديد... وأفردوا لجماعة منهم بيت إبراهيم كتخدا السناري، وهم المصورون لكل شيء، ومنهم أريجو المصور،... صور صورة المشايخ كل واحد على حدته في دائرة، وكذلك غيرهم من الأعيان، وعلقوا ذلك في بعض المجالس ساري عسكر...، وآخر في مكان آخر يصور الحيوانات والحشرات، وآخر يصور الأسماك والحيتان بأنواعها وأسمائها...»
وضم المجمع أربع شعب هي: الرياضيات، والفيزياء، والاقتصاد السياسي، والأدب والفنون الجميلة، وفي عام 1918 أجريت تعديلات على الشعب لتحوي الآداب والفنون الجميلة وعلم الآثار، والعلوم الفلسفية والسياسة، والرياضيات، والفيزياء، والطب والزراعة والتاريخ الطبيعي ويحتوى المجمع على مكتبة تضم 200 ألف كتاب، ومجلة سنوية. وفي ديسمبر 2011 احترق مبنى المجمع بشارع قصر العينى في خضم الاضطرابات السياسية التي شهدتها مصر عقب ثورة 25 يناير 2011 وأتت النيران على 70% من إجمالي الكتب والمخطوطات التي كان يحويها المجمع.

## نبذة عن المجمع
تبنى الدكتور سليمان حزين رئيس المجمع خطة لتطويره تعتمد على تسجيل مبناه الحالي مقتنياته النادرة، في عداد الآثار، وترميم المبنى، وتحديث مكتبته، وشارك برنار موريه الخبير الفرنسي المختص بترميم الآثار، في ترميم مقر المعهد القديم، ومنزل السناري الأثري، وانتهى من المشروعين مؤخرًا.

## أهداف المجمع
وكان الباعث على إقامته سببين؛ السبب الظاهر للعيان العمل على تقدم العلوم في مصر، وبحث ودراسة الأحداث التاريخية ومرافقها الصناعية، وعواملها الطبيعية، فضلا عن إبداء الرأي حول استشارات قادة الحملة الفرنسية، ولكن الهدف الحقيقي هو دراسة تفصيلية لمصر وبحث كيفية استغلالها لصالح المحتل الفرنسي، ونتج عن هذه الدراسة كتاب «وصف مصر».

## وصف المجمع
بمغادرة الفرنسيين مصر عام 1801 توقف نشاط المعهد لانتهاء سبب إنشائه وتبقى جانب من مقر المعهد القديم، وهو منزل إبراهيم كتخدا الملقب بالسناري، نسبة إلى مدينة سنار التي قدم منها قبل أن ينتقل إلى القاهرة، ليصبح واحدًا من أعيانها بفضل قربه من الأمير مراد بك، وفرغ من بناء المنزل قبل وصول الفرنسيين بسنوات قليلة، يتوسط المنزل فناء مكشوف عبارة عن مساحة مستطيلة يتوسطها فسقية، وفي الضلع الشرقي منه عدد من الحواصل وغرف الخدم والمنافع.
وفي الضلع الجنوبي من الفناء التختبوش، عبارة عن مساحة مستطيلة مغطاة بسقف خشبي ذي زخارف ملونة، يرتكز على عمود رخامي.وفي الضلع الغربي لدهليز المدخل باب معقود يؤدي إلى ديوان عبارة عن حجرة ذات رواقين غطى كل منهما بقبوين متقاطعين.
وفي الركن الجنوبي الغربي من الفناء سلم صاعد ينتهي بمسطبة عن يمينها باب يؤدي إلى حجرة مستطيلة في ضلعها الجنوبي الغربي شباكان، بالإضافة إلى باب يوصل للقاعات، وإلى يسار البسطة مقعد مغطى بسقف خشبي.

## مراحل تطوير المجمع
مر المنزل حين تم ترميمه بعدة مراحل بدأت بمشروع لخفض منسوب المياه الجوفية، ارتبط بالشبكة الرئيسية للصرف الصحي، تبعه اختيار حرفيين ممن لديهم خبرة للعمل في ترميمه المعماري؛ حيث تم خفض مستوى الشارع المجاور للمنزل؛ وإعادته إلى نفس المستوى الذي كان عليه في القرن الماضي، وهو ما أتاح ظهور المدخل الرئيسي كاملا لأول مرة، وتم ترميم قاعات المنزل والمشربيات والدواليب الحائطية، وتمت هذه الأعمال بواسطة فريق عمل مصري فرنسي، ويؤكد وجدي عباس المشرف على مشروع الترميم أنه حدث تبادل خبرات بين الجانبين فضلا عن تأهيل ما يقرب من مائة حرفي للعمل في ترميم الآثار، إضافة إلى إعادة المنزل إلى حالته الأصلية وفقًا لوثيقة وقفة التي تصفه وقت إنشائه وكذلك رسومات الحملة الفرنسية له.

## المقر الجديد للمجمع
تسجل هذه البناية قصة عودة الحياة إلى المجمع العلمي مرة أخرى، حيث ظل منذ خروج الفرنسيين مهملا، إلى أن نجح دكتور والن قنصل بريطانيا في مصر، في تأسيس الجمعية المصرية العلمية لتقوم بدوره، وأنشأ الدكتور هنري إليوت وهو إنجليزي، وبريس دافين العالم الفرنسي في عام 1842 الجمعية الأدبية المصرية لتقوم بنفس الهدف. وفي 6 مايو 1856 أعلن محمد سعيد باشا والي مصر، إعادة تأسيس المجمع مرة أخرى بالإسكندرية وأدمجت الجمعيتان السابقتان فيه، وضم المجمع العديد من أعضاء المجمع القديم، أبرزهم جومار الذي كان عضوا في لجنة الفنون وماربيت وكوليج وغيرهم، وبرز عدد كبير آخر من أعضاء المجمع على مدى تاريخه في مختلف المجالات، ومنهم جورج شواينفورت الرحالة المشهور المتخصص في العلوم الطبيعية، ومحمود الفلكي الإخصائي في علم الفلك، وجاستون ماسبيرو المتخصص في التاريخ الفرعوني، وعلى مشرفة عالم الرياضيات، والدكتور علي باشا إبراهيم وأحمد زكي باشا.

## أنشطة المجمع
انتقل المجمع عام 1880 إلى القاهرة، وبدأت أنشطته تنتظم، فهو يعقد جلسة شهرية بدءًا من نوفمبر إلى مايو، ويلقي فيه علماء مصريون وأجانب، محاضرات من شأنها توطيد العلوم ونشر ألويتها، وأدخل تعديل على أقسام المجمع، فأصبحت كالآتي: قسم الآداب والفنون الجملية، وعلم الآثار، وقسم العلوم الفلسفية والسياسية، وقسم العلوم الطبيعية والرياضيات، وقسم الطب والزراعة والتاريخ الطبيعي. وينتظم في هذه الأقسام مائة وخمسون عضوا، منهم خمسون عضوا عاملا وخمسون مراسلا بعضهم من مصر وخمسون منتسبا في الخارج.

## أبرز أعضاء المجمع
وأبرز أعضاء المجمع، الشيخ سلطان القاسمي حاكم الشارقة، والأمير خالد الفيصل، وأصبح عدد أعضائه من الأوروبيين محدودًا وخاصة الفرنسيين ومنهم الدكتور فيليب لاوير، وهو خبير فرنسي في الآثار يعيش في مصر منذ أربعين عامًا، ودكتور جورج سكانلون وهو أستاذ أمريكي متخصص في العمارة الإسلامية، والدكتور وارنر كايزر وهو ألماني ويتبادل المجمع مجلته السنوية ومطبوعاته مع مائة وأربعين مؤسسة علمية دولية.
ومن أبرز أعضاء المجمع تاريخيًا:
- الدكتور علي باشا إبراهيم
- الشيخ مصطفى عبد الرازق
- الدكتور أحمد عيسى
- الدكتور طه حسين
- أحمد لطفي السيد
- الدكتور منصور فهمي
- الدكتور محمد خليل عبد الخالق
- الدكتور علي مصطفى مشرفة
- توفيق الحكيم
- الدكتور محمد ناجى المحلاوى محمد ناجي المحلاوي
- الدكتور صوفى أبو طالب صوفي أبو طالب
- الدكتور جيرارد هينى (رئيس معهد الأثار السويسرى في القاهرة)

## حريق المجمع
اشتعلت النيران في المجمع صباح السبت 17/12/2011، خلال أحداث مجلس الوزراء
وتجددت الحرائق في مبنى المجمع صباح الأحد 18 ديسمبر 2011، بعد انهيار السقف العلوي للمبنى من الداخل، فقٌضي على أغلب محتويات المجمع. لم ينجُ من محتويات المجمع، البالغ عددها 200 ألف وثيقة تضم مخطوطات وكتباً أثرية وخرائط نادرة، سوى قرابة 25000 فقط من الكتب والوثائق، كانت تمثل ذاكرة مصر منذ عام 1798، وكانت تشتمل على إحدى النسخ الأصلية لكتاب وصف مصر، التي احترقت فيما احترق من كنوز هذا الصرح العتيد، إضافة إلى أغلب مخطوطاته التي يزيد عمرها على مائتي عام، وتضم نوادر المطبوعات الأوروبية التي لا توجد منها سوى بضع نسخ نادرة على مستوى العالم، كما يضم كتب الرحالة الأجانب، ونسخاً للدوريات العلمية النادرة منذ عام 1920. ويبلغ عدد الكتب التي ضمتها مكتبة المجمع أربعين ألف كتاب، أبرزها أطلس عن فنون الهند القديمة، وأطلس باسم مصر الدنيا والعليا مكتوب عام 1752، وأطلس ألماني عن مصر وأثيوبيا يعود للعام 1842، وأطلس ليسوس النادر الذي كان يمتلكه الأمير محمد علي توفيق ولي عهد مصر الأسبق، وهو ما يبرر تقييم بعض المتخصصين الدوليين في الشأن المتحفي والوثائقي لمكتبة المجمع العلمي المصري، ووصفهم إياها بأنها الأعظم والأكثر قيمة من مكتبة الكونجرس الاميركي. وكان مركز معلومات مجلس الوزراء المصري قد أدخل هذه المكتبة النادرة على الحاسب الآلي، كما احترقت أيضا خرائط استندت عليها مصر في التحكيم الدولي لحسم الخلافات الحدودية لكل من حلايب وشلاتين وطابا.

## وصلات خارجية
- المجمع العلمي تاريخ عريق حصدته النيران